# Дом Н. Ф. Целибеева
Дом Н. Ф. Целибеева — бывший доходный дом, расположенный в Санкт-Петербурге по адресу Загородный проспект, 68 / Серпуховская улица, 2. В 1906—1918 годах в нём размещались Высшие женские политехнические курсы. С 2017 года здание включено в единый государственный реестр в качестве объекта культурного наследия регионального значения.

## История
Здание строилось в 1840-х — 1850-х годах по проекту архитектора В. Е. Моргана и является одной из самых старых каменных построек в округе. В 1903 году его приобрёл подполковник Н. Ф. Целибеев, состоятельный домовладелец. В 1904—1905 годах здание было перестроено по проекту А. И. Ширшова, который изменил его облик, выполнив фасады в стиле модерн, надстроив пятый этаж, а первый переоборудовав под магазины, и т. п.. Тогда же все этажи получили единообразную планировку; в них размещались пяти- и шестикомнатные квартиры. Впоследствии дом неоднократно менял владельцев, однако за ним закрепилось название «дом Целибеева» — по имени собственника, при котором сформировались основные его особенности.
В 1905 году было создано первое в России высшее учебное заведение для технического образования женщин — Женские политехнические курсы, в 1915 году преобразованные в Петроградский Женский политехнический институт. Они размещались в доме Целибеева с 1906 по 1918, или, по другим источникам, с 1905 по 1917 год. Создание учебных аудиторий потребовало частичной перепланировки и разборки части внутренних стен. Поскольку политехнические курсы арендовали лишь часть здания, в 1910-х годах в нём размещался также кинематограф «Ласкала». После переезда института на Васильевский остров здание стало общежитием рабфака Технологического института.

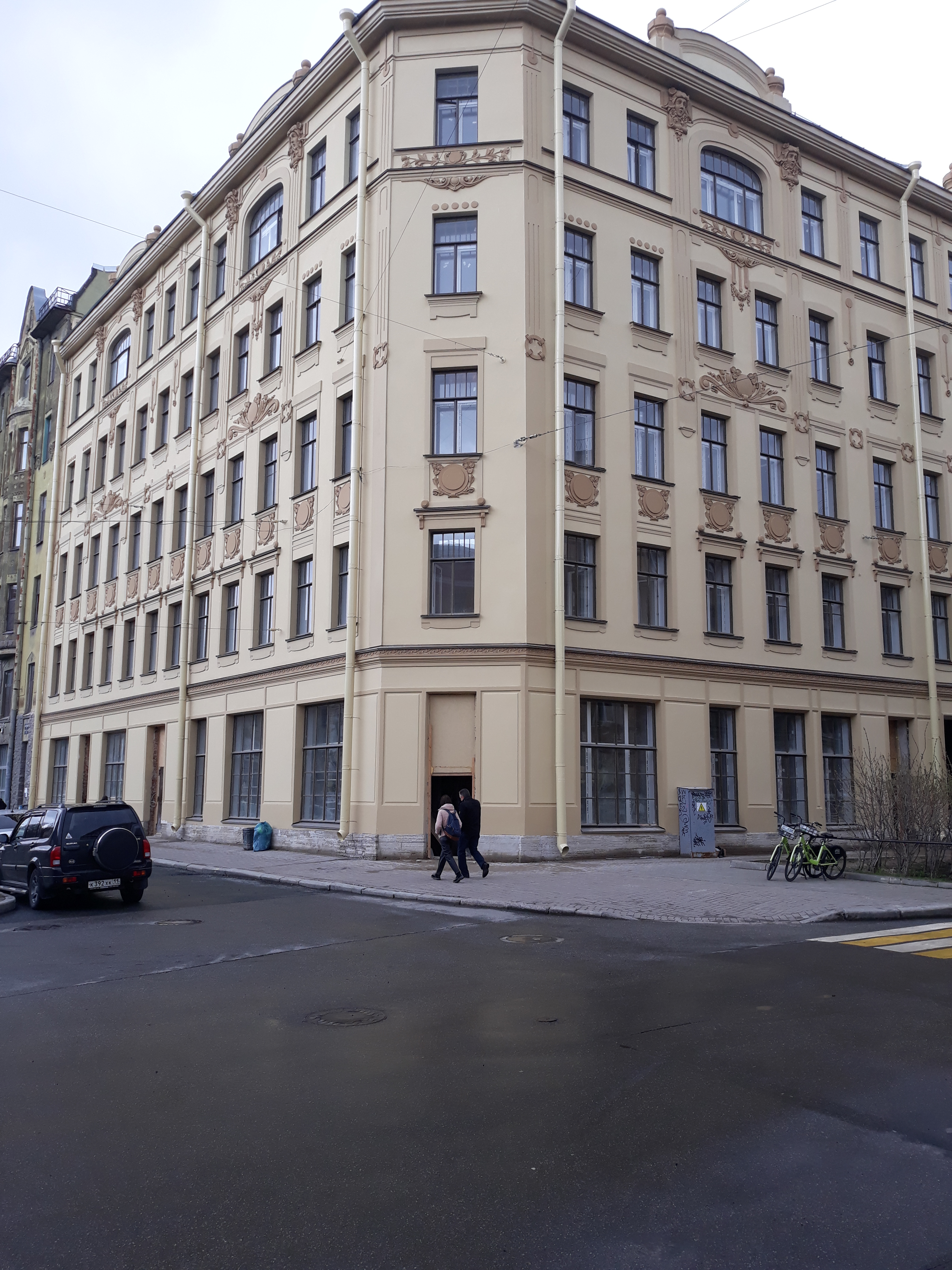
Дом Целибеева после реконструкции в мае 2021 г.

После Второй мировой войны дом использовался как коммунальное жильё: в нём располагались 32 квартиры. Кроме того, первый этаж занимали магазины, а верхние — различные учебные заведения. Капитального ремонта в доме не проводилось. В 1990 году нежилая часть здания была признана аварийной, однако её продолжали арендовать различные организации; в жилой постепенно шёл процесс расселения, завершившийся в 2010 году.
В 2017 году, постановлением Комитета по государственному контролю, использованию и охране памятников истории и культуры Санкт-Петербурга, дом Н. Ф. Целибеева был признан объектом культурного наследия регионального значения. Экспертиза показала, что в результате частой смены владельцев и арендаторов здание утратило многие элементы оригинального экстерьера. Сохранились, однако, фасады в стиле модерн (не считая утрат штукатурной отделки), в которых просматривается влияние Венского Сецессиона, металлические ворота, лепные плафоны лестничных вестибюлей, а также элементы архитектурно-декоративной отделки внутри помещений.
Принято решение о реставрации и приспособлении здания для использования в рамках программы «Молодёжи — доступное жилье». В 2018 году начался ремонт; вселение семей произошло в 2021 году.